# Зенкіно
Зе́нкіно (рос. Зенкино) — селище у складі Маріїнського округу Кемеровської області, Росія.

## Населення
Населення — 19 осіб (2010; 36 у 2002).
Національний склад (станом на 2002 рік):
- росіяни — 80 %